# 奥列格·亚历山德罗维奇·列别杰夫
奥列格·亚历山德罗维奇·列别杰夫（羅馬化：Oleg Aleksandrovich Lebedev；1976年10月12日—）是俄罗斯政治人物，第六届、第七届、第八届国家杜马代表。
1996年至2000年，他在图拉市多家企业担任经济师、经理、副总监。1997年，列别杰夫加入俄罗斯联邦共产党。2001年，他当选为党图拉支部第一书记。2014年，他担任分行行长。2000年10月1日，他当选为图拉州杜马代表。2004年和2009年，他分别再次当选为第四届和第五届图拉州杜马议员。2012年1月27日，他获得了第六届国家杜马的空缺任命。2016年和2021年，他分别连任第七届和第八届国家杜马议员。

## 制裁
列别杰夫于2022年因俄乌战争而受到英国政府制裁。